# Satoshi Ōishi
Satoshi Ōishi (jap. 大石 悟司, Ōishi Satoshi; * 26. Juni 1972 in der Präfektur Shizuoka) ist ein ehemaliger japanischer Fußballspieler.

## Karriere
Ōishi erlernte das Fußballspielen in der Schulmannschaft der Fujieda Higashi High School und der Universitätsmannschaft der Meiji-Universität. Seinen ersten Vertrag unterschrieb er 1995 bei Kashiwa Reysol. Der Verein spielte in der höchsten Liga des Landes, der J1 League. Für den Verein absolvierte er fünf Erstligaspiele. Ende 1996 beendete er seine Karriere als Fußballspieler.